# マイケル・ロスバッシュ
マイケル・ロスバッシュ（英：Michael Rosbash、1944年3月7日 - ）は、アメリカ合衆国の遺伝学者、時間生物学者。ブランダイス大学の教授でありハワード・ヒューズ医学研究所の研究者でもある。彼の研究グループは1984年にキイロショウジョウバエのPeriod遺伝子をクローニングし、1990年に概日時計における転写翻訳の負のフィードバックループ（概日TTFL）を提唱した。1998年、ロスバッシュらはキイロショウジョウバエでフォワード・ジェネティクスを利用して変異表現型を初めて同定し変異の原因となる遺伝的性質を特定することで、Cycle遺伝子、Clock遺伝子、クリプトクロムの光受容体を発見した。2003年、ロスバッシュは米国科学アカデミーに選出された。2017年、「概日リズムを制御する分子メカニズムの発見」の業績によりジェフリー・ホール、マイケル・ヤングと共にノーベル生理学・医学賞を受賞した。

## 生涯
マイケル・ロスバッシュはミズーリ州のカンザスシティで生まれた。彼の両親は1938年にナチス・ドイツから逃れてきた移民だった。父はハッザーンであり、ユダヤ教において礼拝で人々を指導する立場にあった。彼が2歳のとき一家はボストンに移住し、それ以来彼はボストン・レッドソックスの熱心なファンであった。
彼は当初数学に興味を持っていたが、カリフォルニア工科大学で生物学を受講したこと、夏にノーマン・デヴィッドソンの研究室で働いたことから生物学の研究へと進んだ。1965年にカリフォルニア工科大学を卒業して化学の学位をとり、フルブライト・プログラムを利用してパリの生物学物理化学研究所で1年間過ごし、1970年にマサチューセッツ工科大学で生物物理学の分野で医学の学位を獲得した。エディンバラ大学の遺伝学分野で3年間博士研究員として過ごした後、1974年にブランダイス大学の教員になった。
彼は研究者仲間のNadja Abovichと結婚し、2人の娘がいる。

## 研究
ロスバッシュは当初、mRNAの代謝とプロセシングに焦点を当てて研究していた。ブランダイス大学の教員になってからは同僚のジェフリー・ホール と共同研究を行い、生物の体内時計の概日リズムにおける遺伝的影響について研究した。彼らはキイロショウジョウバエを使用して活動と休息のパターンを研究した。1984年、ロスバッシュとホールはキイロショウジョウバエの時計遺伝子を最初にクローニングした。ポスドクの同僚ポール・ハーディンが研究の続きを進めてperiodのmRNAとその翻訳産物であるタンパク質(PER)の量が概日周期において変動することを発見し、1990年に彼らは概日時計の基本として転写翻訳の負のフィードバックループ (TTFL)モデルを提唱した。続いて、概日時計の他の構成要素を調べた。1998年5月、ロスバッシュらは同様にperとtim遺伝子の転写を活性化する哺乳類の概日時計のホモログを発見し、dClockと呼んだ。同じく1998年5月、ロスバッシュらはキイロショウジョウバエの時計遺伝子の周期で、哺乳類のBMAL1遺伝子のホモログを発見した。同年11月、ロスバッシュらはキイロショウジョウバエのcryb変異を発見し、クリプトクロムタンパク質が概日リズムの光受容体に関与していると結論づけた。一連の研究による「概日リズムの分子メカニズムの解明」は、青山学院大学の福岡伸一教授によれば高等生物において遺伝子と行動との関係を解明した最初の例だという。

### 主な発見
- 1984年：キイロショウジョウバエのperiod遺伝子のクローニング
- 1990年：概日時計の転写翻訳の負のフィードバックループ（概日TTFL）の提唱[2]
- 1998年：キイロショウジョウバエの時計遺伝子の特定
- 1998年：キイロショウジョウバエの周期遺伝子の特定
- 1998年：キイロショウジョウバエの概日光受容体がクリプトクロムであることを特定
- 1999年：キイロショウジョウバエの主な概日ペースメーカーがLNVニューロンであることを特定

### mRNAの研究
ロスバッシュはマサチューセッツ工科大学の大学院生としてmRNAのプロセシングの研究を始めた。彼は出芽酵母 Saccharomyces cerevisiae での研究で、mRNAをタンパク質に翻訳するために決まった順番で酵素、タンパク質、細胞内小器官がmRNA上に集まることを明らかにした。この過程に誤りがあるとアルツハイマー病のような病気につながるので、この研究はこれらの病気をより理解し治療するために必要なものである。

### キイロショウジョウバエでの概日TTFLの発見
1990年、ロスバッシュ、ホール、ハーディンはキイロショウジョウバエの概日振動体におけるperiod遺伝子の役割を特定した。彼らはPERタンパク質の量が明暗周期において変動すること、この変動が恒暗状態で持続することを発見した。同様に、perのmRNAも明暗周期に合わせて周期的に発現していた。ハエの頭部では、perのmRNA量は明期12時間・暗期12時間の周期でも恒暗状態でも変動した。perのmRNAの量は主観で夜の初めにピークに達し、PERタンパク質の量のピークはそれから約6時間後だった。。per遺伝子の変異はperのmRNAの周期に影響した。この実験データから、彼らはPERタンパク質はperのmRNA量を制御する負のフィードバックループに関与しており、この転写翻訳の負のフィードバックループ（TTFL）がキイロショウジョウバエの概日時計の中核だと仮説をたてた。
彼らはまた、period遺伝子の2種類のミスセンス突然変異perSとperL1も調べた。これらの変異は野生型のper+のハエと比較して、前者は活性ピークを早め、後者は遅れさせた。彼らはこの2つの変異でもRNA量が明確に周期性を示すことを発見した。自発運動活性のように、発現ピークはperSで早まり、perL1で遅くなった。彼らはperiod遺伝子の機能を喪失させた変異ハエper0を有効に機能するperのDNA7.2kbで形質転換し、per0遺伝子座と新しい遺伝子座のperのmRNA量を測定した。形質転換の後、perのmRNA量は元の遺伝子座でも新しい遺伝子座でも周期的に変動していた。per0遺伝子座は正常なperのmRNAを翻訳して正常なPERタンパク質を翻訳することができたが、これは導入した7.2kbのperDNAから転写翻訳された有効に機能するPERタンパク質によって周期性が復元されたことを意味する。フィードバックのループが作用しているので、新しい遺伝子座のPERタンパク質量が周期的に変化することで、元からあるper0遺伝子座のmRNA量もフィードバックにより周期的に変動する。1992年、3人はTTFLのメカニズムについてより詳しく調べた。彼らは特にperiod遺伝子のmRNA量変化の調節に関心をもっており、perのmRNA量は転写で制御されていることを発見した。これを支持する証拠として、perのmRNA前駆体と成熟mRNAの周期が一致していること、時間同調因子と関連して振動していることがあげられた。他の転写調節の証拠としては、per遺伝子のプロモーターが非相同mRNAに周期性を与えることが十分な証拠となっている。

### キイロショウジョウバエのClock遺伝子の発見
ロスバッシュらはJrk変異から特定したキイロショウジョウバエ (Drosophia) の遺伝子をクローニングし、以前に発見されたマウスのclock遺伝子のホモログと思われる遺伝子を同定した。この遺伝子はDrosophia Clockと名付けられた。dClockはper遺伝子、tim遺伝子のE-boxと直接相互作用することが示され、またこれらの遺伝子の概日転写に寄与していることも示された。Jrk変異はperとtimの転写周期を撹乱する。また、この変異はホモ変異個体において恒暗状態で完全に周期性のない行動を示し、またヘテロの個体では約半分の個体が同様に周期性のない行動を示す。JrkホモではperとtimのmRNAおよびPER、TIMタンパク質は発現量が低く、また周期性を示さない。この結果から、Jrkの非周期的行動はperとtimの転写異常によるものだと彼らは結論づけた。これは、dClockがperとtimの転写活性化に関与していることを示している。

### キイロショウジョウバエのCycle遺伝子の発見
1998年、ロスバッシュらは新しい時計遺伝子として哺乳類のBmal1遺伝子のホモログであるcycle遺伝子を発見した。cycle0変異型ホモの個体は自発行動活性が周期性を示さず、cycle0/+のヘテロのハエは周期の長さは変化したものの周期性がみられた。ウェスタンブロッティング解析では、cycle0変異型ホモはPERとTIMタンパク質が非常に少なく、perとtimのmRNA量も少ないことが示された。これは、周期の喪失がperとtim遺伝子の転写減少につながることを示している。減数分裂マッピングによればcycle遺伝子は3番染色体にあった。彼らはbHLH-PASドメインがcycleにあることを発見し、タンパク質とDNAに結合する機能があることを示した。

### キイロショウジョウバエの概日光受容体として作用するクリプトクロムの発見
1998年、あるクリプトクロム遺伝子の機能欠失変異をもつキイロショウジョウバエの個体では、perとtimのmRNA量が変動しないことをロスバッシュらは発見した。この変異はcrybabyまたはcrybと呼ばれていた。cryb変異が明暗周期と同調できないということは、正常なクリプトクロムの機能が概日光受容体に関与していることを示している。

### キイロショウジョウバエの概日ペースメーカーとしてのLNV神経
キイロショウジョウバエでは、一部の側方ニューロン (LN) が概日リズムに重要であることが示され、その中には背側 (LNd) と腹側 (LNV) のニューロンが含まれている。LNVニューロンはPDF遺伝子を発現するが、これは当初はclockから出力するシグナルだと仮説を立てられていた。pdf神経ホルモン遺伝子の変異 (pdf01) はLNVを選択的に切断したハエと同様の行動をして反応した。どちらも外部の光刺激には同調したが、刺激のない状態ではほとんど周期性を示さなかった。どちらの実験でも、一部のハエは弱い自律的な周期性を示した。これらの結果から、研究者たちはLNVニューロンが重要な概日ペースメーカーニューロンであり、PDFは主な概日伝達物質であると考えた。

### その後の研究
さらに近年では、ロスバッシュは概日リズムを脳とニューロンの側面から研究している。解剖学的に区別できる7つのニューロンのグループが同定され、それらは全て主な時計遺伝子を発現していた。しかし、mRNAは概日かつニューロン特異的に発現しているようであり、彼の研究室はこれがあるグループのニューロンに異なる機能を与えるのに関連しているかどうか確かめることに関心を持っている。彼はまた、あるグループのニューロンにおける光の影響を研究しており、1つのサブグループは点灯時（日出）に光感受性を示し、別の1つのサブグループは消灯時（日没）に光感受性を示すことを発見した。日出の細胞は覚醒を促進し、日没の細胞は睡眠を促進することが示された。
ロスバッシュは概日リズムにおけるmRNAのプロセシングと遺伝子的メカニズムも研究し続けている。

## 受賞歴
- 2009年 グルーバー賞神経科学部門[14]
- 2011年 ルイザ・グロス・ホロウィッツ賞[15]
- 2012年 ガードナー国際賞[16]、マスリー賞
- 2013年 - ワイリー賞[17]、ショウ賞生命科学および医学部門
- 2017年 ノーベル生理学・医学賞[3]

## 所属・肩書
- ハワード・ヒューズ医学研究所の研究員[18]（1989 - ）
- ブランダイス大学・ブランダイス行動遺伝学国立センター (Brandeis National Center for Behavioral Genomics) の教員[19]
- ピーター・グル―バー寄付基金教授（神経科学）[20]
- Hypnion株式会社の共同創業者、科学諮問委員会の委員[21]
- アメリカ国立衛生研究所・睡眠障害研究諮問委員会の委員[22]
- アメリカ科学振興協会の特別会員（フェロー） (2007 - )[23]
- 米国科学アカデミー会員 (2003 - )[24]
- アメリカ芸術科学アカデミー会員[25] (1997 - )
- ジョン・サイモン・グッゲンハイム記念財団（英語版）特別会員（フェロー） (1988 - )[26]
- ヘレン・ヘイ・ウィットニー財団（英語版）特別会員（フェロー）[27]
- フルブライト・プログラムのフェロー (1965 - 1966)[15]